# Livia S. Eberlin
Livia Schiavinato Eberlin là một nhà hóa học phân tích người Brazil, người đã giành được học bổng "Thiên tài" MacArthur cho nghiên cứu của mình về việc sử dụng quang phổ khối để phát hiện các mô ung thư. 

## Giáo dục và sự nghiệp
Eberlin là con gái của Marcos Nogueira Eberlin, một nhà hóa học người Brazil tại Đại học Campinas.  Cô sinh ra ở Campinas, và là một sinh viên tại Đại học Campinas; cô đã lấy bằng cử nhân tại đó vào năm 2007. Trong chương trình đại học của mình, cô đã nghiên cứu về hóa học mùa hè tại Đại học Purdue,  nơi cha cô cũng có mối quan hệ nghiên cứu tại đó.  Cô tiếp tục học tại Purdue để lấy bằng tiến sĩ, và hoàn thành nó vào năm 2012; Luận án của cô, Phát triển trong hình ảnh quang phổ khối xung quanh và các ứng dụng của nó trong nghiên cứu y sinh và chẩn đoán ung thư, được giám sát bởi R. Graham Cooks. 
Sau khi nghiên cứu sau tiến sĩ tại Đại học Stanford với Richard Zare, cô gia nhập khoa hóa học tại Đại học Texas ở Austin vào năm 2012. 

## Đóng góp
Trong nghiên cứu của mình, cô đã phát triển một thiết bị giống như cây bút mà cô tuyên bố có thể phát hiện mô ung thư bằng cách chạm vào mô trong khi phẫu thuật, cải thiện các phương pháp trước đây liên quan đến việc loại bỏ mô, đông lạnh và cắt nó, và kiểm tra các lát cắt dưới kính hiển vi.  Cùng với công việc chẩn đoán ung thư, Eberlin cũng đã làm việc với Cooks và cha cô về việc sử dụng phương pháp quang phổ khối để nhanh chóng phát hiện tiền giả. 